# 黄竹君
黄竹君（葡萄牙語：Vong Chuk Kwan，？—），女，汉族，中华人民共和国政治人物。现任澳门旅游大学（原澳门旅游学院）校长。第十四届全国政协委员。